# Jiubao Achangzu Xiang
Jiubao Achangzu Xiang (kinesiska: 九保, 九保阿昌族乡) är en socken i Kina. Den ligger i provinsen Yunnan, i den sydvästra delen av landet, omkring 440 kilometer väster om provinshuvudstaden Kunming. Antalet invånare är 13 673. Befolkningen består av 6 633 kvinnor och 7 040 män. Barn under 15 år utgör 22,0 %, vuxna 15-64 år 69 %, och äldre över 65 år 8,0 %.
Genomsnittlig årsnederbörd är 1 537 millimeter. Den regnigaste månaden är juli, med i genomsnitt 402 mm nederbörd, och den torraste är januari, med 4 mm nederbörd.